# 血球貪食症候群
血球貪食症候群（Hemophagocytic syndrome; HPS,欧米ではHemophagocytic lymphohistiocytosis; HLHなど、国際的に統一の呼び名はまだない）は、医学の発達に伴って明らかとなってきた疾患のひとつで、本来人間をまもるべきマクロファージや好中球といった免疫細胞が暴走し、自らの血球（とくに血小板）を食べてしまう病気である。小児で先に報告されたが、成人に起こることは現在ではわかっている。きわめて重篤な致死的疾患である。突然健常者におこることもある。

## 病型

### 一次性（遺伝性）
- 家族性血球貪食症候群（familial hemophagocytic lymphohistiocytosis; FHL）
  - 常染色体劣性遺伝による。血球貪食症候群を唯一の表現型として発症する。Perforin、syntaxin11、Munc13-4、Munc18-2などが原因遺伝子として報告されているが、遺伝子が特定されていないものもある。

| 型   | 蛋白   | 責任遺伝子 |
| ---- | ------ | ---------- |
| FHL1 | HPLH1  | 不明       |
| FHL2 | PRF1   | Perforin   |
| FHL3 | UNC13D | Munc13-4   |
| FHL4 | STX11  | Syntaxin11 |
| FHL5 | STXBP2 | Munc18-2   |

- X連鎖リンパ増殖性疾患（Duncan病、X-linked lymphoproliferative disorder; XLP）
  - 伴性遺伝による。EBウイルスに対する異常な免疫応答を特徴とする。

| 型   | 蛋白                                    | 責任遺伝子 |
| ---- | --------------------------------------- | ---------- |
| XLP1 | SLAM-associated protein                 | SH2D1A     |
| XLP2 | X-linked inhibitor of apoptosis（XIAP） | BIRC4      |

- 白子症を伴う免疫不全症候群
  - 2型Griscelli症候群（Griscelli syndrome, type 2; GS II）
    - 常染色体劣性遺伝による。

  - Chediak-Higashi症候群（Chédiak-Higashi syndrome; CHS）
    - 常染色体劣性遺伝による。白子症と血球貪食症候群の発症、並びに細胞内巨大顆粒の存在を特徴とする。

  - 2型Hermansky-Pudlak症候群（Hermansky-Pudlak syndrome, type 2; HPS II）
    - 常染色体劣性遺伝による。白子症と血小板機能障害による出血傾向を特徴とする。

| 型                           | 蛋白                                    | 責任遺伝子 |
| ---------------------------- | --------------------------------------- | ---------- |
| Griscelli Syndrome ll        | Rab27A                                  | RAB27A     |
| Chédiak-Higashi Syndrome     | LYST（Lysosomal trafficking regulator） | CHS1/LYST  |
| Hermansky-Pudlak Syndrome ll | AP3のβサブユニット                      | AP3B1      |

### 二次性（反応性）
- ウイルス関連血球貪食症候群（Virus-associated hemophagocytic syndrome; VAHSヴァース）
  - EBV-AHS (イービーヴァース）：EBウイルスによる、最重症型のHPS
  - そのほかサイトメガロウイルス、パルボウイルス、単純ヘルペスウイルス、帯状疱疹ウイルス、麻疹ウイルス、ヒトヘルペスウイルス8型、HIVウイルスなどのウイルスや、ブルセラ、結核菌、リーシュマニア、またグラム陰性桿菌や真菌によって生じたとする報告がある。
- 自己免疫疾患関連血球貪食症候群（Autoimmune disease-associated hemophagocytic syndrome; AAHSアース）
  - 全身性エリテマトーデスにともなうもの
  - そのほか関節リウマチ、成人スティル病などたいていの膠原病に合併する報告があるが、なぜかこの病型のHPSは軽症で、ステロイドが奏効することが多い。
- 悪性腫瘍関連血球貪食症候群（Malignancy-associated hemophagocytic syndrome; MAHSマーズ）
  - 節外性NK-T細胞性リンパ腫をはじめとする悪性リンパ腫や白血病
- その他
  - 東海村JCO臨界事故の犠牲者A（35歳）が発症した[1]が、メカニズムは現在のところ不明である。

## 症状
発熱、汎血球減少、肝脾腫、播種性血管内凝固症候群（DIC）、全身倦怠感、リンパ節腫脹、腹水、出血などである。

## 検査
血球を食べてしまうので、赤血球、白血球、血小板が激減する。特に血小板の減少があまり激しいと、治療するまもなく重篤な出血（脳出血、消化管出血など）をひきおこし命を落とす。凝固能も低下する。トリグリセリドが異常に上昇するのは特徴的といわれる。フィブリノーゲンは低下する。フェリチン、可溶性IL-2受容体の上昇は（発熱+血球減少という検査前情報を含めれば）診断的な情報である。腫瘍マーカーのひとつであるNSEも上昇するという。

## 診断
骨髄生検による。異常なマクロファージが自らの血球を貪食している像が見られる。

## 治療
基本的には基礎疾患の治療であるが、EBウイルスによる最重症型などでは早期にエトポシドのようなきわめて強力な（そして副作用の強い）治療に踏み切らなければならないといわれている（HLH-94プロトコル）。新しい治療法ではさらにシクロスポリンを早期から併用する（HLH-2004プロトコル）。